# 章培志
章培志（英語：Stanley Chang）是一位華裔美國政治人物。

## 生平
出生于夏威夷州，为第二代华人移民，父亲章生道是中華民國浙江省出生的夏威夷大学地理系教授，1949年隨政府移往臺灣，1953年後赴美國讀書定居教書。毕业于哈佛大学政府系和哈佛法学院，后回到檀香山担任律师。2010年至2014年担任檀香山市议会议员，2017年担任夏威夷州参议院议员。